# Northwich Victoria Football Club
Maillots
Dernière mise à jour : 16 août 2011.
Le Northwich Victoria Football Club (également connu sous le nom de Northwich ou The Vics) est un club de football anglais fondé en 1874.

## Histoire
Northwich a passé la majorité de son histoire dans les divisions de non-league football. 
Le club a été promu en Conference National en 2006, à la suite de son titre de champion de Conference North, mais est relégué de cette division-là en 2009, et donc joue ensuite dans la Conference South. 
Le club joue dans le stade Victoria Stadium à Wincham, Cheshire, qui possède une capacité de 5 098 places. Avant la saison 2005/06 l'équipe jouait à Drill Field. 
L'entraîneur actuel est Andy Preece. 
Lors de la saison 2005/2006, Northwich parvient à atteindre le 3e tour de la FA Cup, mais perd contre Sunderland.
Depuis 2019, le club évolue en North West Counties League. (D9)

## Palmarès
- Conference North (D6) :
  - Champion : 2006

- Coupe du Pays de Galles :
  - Finaliste : 1882, 1889

- FA Trophy : 
  - Vainqueur : 1984
  - Finaliste : 1983, 1996

## Anciens joueurs
- Dele Adebola
- Gareth Ainsworth
- David Bardsley
- Peter Barnes
- Paul Warhurst
- Felix Bastians
- Bruce Grobbelaar
- Alan Kennedy
- Sammy McIlroy
- Billy Meredith
- Pedro « Pelé » Monteiro
- Jimmy Quinn
- Gary Taylor-Fletcher

## Entraîneurs
- 2000-2001 :  /  Keith Alexander
- 2007 :  Neil Redfearn